# 2806 Graz
A 2806 Graz (ideiglenes jelöléssel 1953 GG) a Naprendszer kisbolygóövében található aszteroida. Karl Wilhelm Reinmuth fedezte fel 1953. április 7-én.